# Plexippus hepaticus
Plexippus hepaticus är en spindelart som beskrevs av Koch C.L. 1846. Plexippus hepaticus ingår i släktet Plexippus och familjen hoppspindlar. Inga underarter finns listade i Catalogue of Life.